# Ronnie Baker Brooks
Ronnie Baker Brooks, (Chicago, 1967. január 23. –) bluesgitáros, énekes, dalszerző. A szintén chicago-i blueszenész Lonnie Brooks fia, a  bluesgitáros Wayne Baker Brooks testvére. Az AllMusic egyik szerzője. Megbecsült klubzenész volt Chicagóban, még mielőtt szólóalbumokat rögzített volna a Watchdog Records számára.

## Pályafutása
Kilenc évesen lépett először színpadra. Apja mellett gitározott. 1985-ben érettségizett a Hales Franciscan High Schoolon. Megtanult basszusgitározni is, és 1986-ban csatlakozott apja, Lonnie Brooks zenekarához. Gitározott apja élő albumán, a „Live from Chicago: Bayou Lightning Strikes” című albumon 1988-ban ((Alligator Records). Ezután turnézott Alligator Records 20. évfordulós turnéján. fellépett Koko Taylor, Elvin Bishop és Lil' Ed Williams mellett.
1998-ban Brooks szólókarrierbe fogott. Debütáló albuma, a „Golddigger” ugyanabban az évben jelent meg. 2000-ben Blues Music Awardra jelölték a legjobb új előadó kategóriában. Második albuma, a Take Me Witcha 2001 májusában jelent meg. Brooks következő albuma a The Torch (2006) volt. Ez utóbbi albumon Lonnie Brooks, Eddy Clearwater, Jimmy Johnson, Willie Kent és Al Kapone is közreműködött.
2007 és 2010 között Brooks a zenekar tagjaival, Carlton Armstronggal, C.J. Anthony Tuckerrel és Steve Nixonnal turnézott. Olyan alkalmakkor, amikor öccse, Wayne Baker Brooks is csatlakozott hozzá és apjához: Brooks Family Bandnek nevezték ekkor őket. Brooks 2007-ben a Notodden Blues Festen Norvégiában, májusban Memphisben, és 2009-ben az amerikai Musikfest-en játszott.
2012-ben David Brais blues-újságíró „blueskirály”-nak nyilvánította Brookst, kijelentve, hogy „sajátos chicagói blues-stílusát a világ számtalan színpadán adták elő. Ez az egyedülálló hangzás a blues igazi fáklyahordozói előtt tiszteleg, köztük Willie Dixon, Buddy Guy, B. B. King, Luther Allison és az apja előtt.”
„A Times Have Changed is Brooks” című albuma 2017 januárjában jelent meg. Brooks az Illinois állambeli Doltonban él.

## Albumok
- 1998: Golddigger
- 2001: Take Me Witcha
- 2006: The Torch
- 2017: Times Have Changed

## Díjak
- 2000: Blues Music Award, jelölés

## Fordítás
Ez a szócikk részben vagy egészben  a   Ronnie Baker Brooks című angol Wikipédia-szócikk ezen változatának fordításán alapul.  Az eredeti cikk szerkesztőit annak laptörténete sorolja fel. Ez a jelzés csupán a megfogalmazás eredetét és a szerzői jogokat jelzi, nem szolgál a cikkben szereplő információk forrásmegjelöléseként.